# Acacia fluminense
Acacia fluminense là một loài thực vật có hoa trong họ Đậu. Loài này được (Vell.) Angely miêu tả khoa học đầu tiên năm 1969.